# 박성규 (군인)
박성규(朴成奎, 1952년 ~ )은 대한민국의 군인으로 제37대 육군 1야전군사령관이다. 육군 제3사관학교 출신으로서는 최초로 육군 제1야전군사령관직에 오른 바 있으며, 육군 교육사령관으로서 대장 진급한 것도 드문 케이스였다.

## 학력
- 논산대건고등학교 졸업
- 육군3사관학교 제10기 졸업
- 육군보병학교 졸업
- 국방대학교 졸업
- 동국대학교 행정대학원 석사

## 경력
- 1987년 : 수도기계화보병사단 대대장
- 1999년 : 26기보사75기보여단장
- 2001년 : 남북군사회담 합참대표
- 2002년 : 합참 작전소요과장
- 2003년 : 제1강습여단장
- 2006년 5월 ~ 2008년 : 제11기계화보병사단장
- 2008년 ~ 2008년 : 육군교육사령부 교육훈련부장
- 2008년 11월 ~ 2010년 6월 : 제7기동군단장
- 2010년 6월 ~ 2010년 10월 : 육군교육사령관
- 대한민국 육군 대장
- 2011년 10월 17일 ~ 2013년 9월 27일 : 육군 제1야전군사령관
- 2013년 3월 ~ : 여주대학교 군사학과 석좌교수
- 2021년 9월 ~ 2021년 11월: 국민의힘 윤석열 제20대 대통령 선거 예비후보 국민과 함께하는 국방포럼 공동대표
- 2024년 3월 ~ 2024년 4월: 제22대 총선 국민의힘 충남도당 선거대책위원회 공동선대위원장
- 국민의힘 논산·계룡·금산 당협위원장
- 2025년 4월~2025년 4월: 국민의힘 홍준표 제21대 대통령 선거 경선후보 무대홍 캠프 한미동맹강화본부장

## 역대 선거 결과
| 실시년도 | 선거   | 대수 | 직책     | 선거구                    | 정당     | 득표수   | 득표율          | 순위 | 당락 | 비고 |
| -------- | ------ | ---- | -------- | ------------------------- | -------- | -------- | --------------- | ---- | ---- | ---- |
| 2024년   | 총선   | 22대 | 국회의원 | 충남 논산시·계룡시·금산군 | 국민의힘 | 56,706표 | \| \| 47.15% \| | 2위  | 낙선 |      |
|          | 47.15% |      |          |                           |          |          |                 |      |      |      |